# Міла (порноакторка)
Міла (англ. Mila; нар. 20 квітня 1970, Одеса) — колишня українська порноакторка та кінорежисерка єврейського походження.

## Життєпис
Народилася 20 квітня 1970 року в Одесі. Має єврейське коріння. У ранньому віці з батьками переїхала до Лос-Анджелесу. Навчалася у приватній школі, де була відмінницею. Здобула ступінь бакалавра психології в Університеті штату Каліфорнія в Нортріджі. Кілька років працювала у медичній сфері.
Потрапила в порноіндустрію 1996 року, у віці близько 26 років. Знімалася для таких студій, як Sin City, VCA Pictures, Vivid Entertainment, Wicked Pictures, Rosebud, Heatwave, Amazing та багатьох інших. У період 1997-1999 рр. також виступила режисеркою, знявши чотири фільми для студій Dangerboy Video та Outlaw Productions.
До 2001 року працювала в The Chicken Ranch, легальному борделі в Неваді, поки не одружилася.
Тричі отримувала премію AVN Awards за найскандальнішу сцену сексу — в 1998, 1999 та 2000 роках.
Пішла з порноіндустрії у 2009 році, знявшись у 370 фільмах.

## Фільмографія
- Creatures of the Night
- Shameless Desire
- Shut Up and Blow Me 1
- Shut Up and Blow Me 4
- Taboo 18
- Cumback Pussy 4
- Scenes from the Oral Office
- Shocking Truth 2
- Texas Dildo Masquerade
- Ultimate Squirting Machine 2

## Нагороди та номінації
| Рік  | Нагорода   | Результат | Категорія                | Робота               |
| ---- | ---------- | --------- | ------------------------ | -------------------- |
| 1998 | XRCO Award | Номінація | Unsung Siren             | Н/Д                  |
| 2000 | AVN Award  | Перемога  | Найвиразніша сцена сексу | Perverted Stories 22 |